# Corinne Bodmer
Corinne Bodmer (* 23. September 1970 in Lausanne, Waadt) ist eine ehemalige Schweizer Freestyle-Skierin. Sie war auf die Buckelpisten-Disziplinen Moguls und Dual Moguls spezialisiert und gewann zwei Medaillen bei Weltmeisterschaften.

## Biografie
Corinne Bodmer gab im Februar 1993 ihr Debüt im Freestyle-Skiing-Weltcup. Zwei Jahre später belegte sie in La Clusaz bei ihren ersten Weltmeisterschaften in Rang 19. Ab der Saison 1995/96 ging sie vermehrt auch im Europacup an den Start und feierte auf diesem Level insgesamt 13 Podestplätze, darunter vier Siege. Ihre besten Weltcup-Resultate erreichte sie vorerst in der neuen Disziplin Dual Moguls (Parallelbuckelpiste). Bei den Olympischen Winterspielen von Nagano belegte sie Rang 20.
Im Januar 1999 gelang Corinne Bodmer als Zweite am Mont-Tremblant der erste und einzige Weltcup-Podestplatz ihrer Karriere. Bei den darauffolgenden Weltmeisterschaften in Meiringen-Hasliberg gewann sie hinter Ann Battelle und Kari Traa die Bronzemedaille, auf der Parallelbuckelpiste wurde sie Neunte. In der Moguls-Disziplinenwertung erreichte sie als Weltcup-Siebente ein Karrierehoch. Nach durchwachsenen Weltcup-Resultaten verpasste sie bei den Weltmeisterschaften in Whistler als Vierte in der Single-Disziplin nur knapp die Medaillenränge. Auf den Dual Moguls gewann sie hingegen hinter Kari Traa die Silbermedaille und feierte damit den größten Erfolg ihrer Karriere. Bei den Olympischen Spielen von Salt Lake City kam sie nicht über Rang 26 hinaus. Ende November 2002 bestritt sie in Tignes einen Skicross-Weltcup, in dem sie Achte wurde.

## Erfolge

### Olympische Spiele
- Nagano 1998: 20. Moguls
- Salt Lake City 2002: 26. Moguls

### Weltmeisterschaften
- La Clusaz 1995: 19. Moguls
- Meiringen-Hasliberg 1999: 3. Moguls, 9. Dual Moguls
- Whistler 2001: 2. Dual Moguls, 4. Moguls

### Weltcupwertungen
| Saison  | Gesamt | Gesamt | Moguls | Moguls | Dual Moguls | Dual Moguls | Skicross | Skicross |
| Saison  | Platz  | Punkte | Platz  | Punkte | Platz       | Punkte      | Platz    | Punkte   |
| ------- | ------ | ------ | ------ | ------ | ----------- | ----------- | -------- | -------- |
| 1992/93 | 80.    | 9      | 33.    | 80     | –           | –           | –        | –        |
| 1993/94 | 80.    | 12     | 33.    | 96     | –           | –           | –        | –        |
| 1994/95 | 66.    | 17     | 27.    | 116    | –           | –           | –        | –        |
| 1995/96 | 47.    | 42     | 17.    | 332    | 6.          | 152         | –        | –        |
| 1996/97 | 56.    | 39     | 20.    | 156    | 24.         | 52          | –        | –        |
| 1997/98 | 46.    | 50     | 16.    | 252    | 15.         | 156         | –        | –        |
| 1998/99 | 13.    | 78     | 7.     | 312    | 18.         | 48          | –        | –        |
| 1999/00 | 18.    | 69     | 9.     | 344    | 10.         | 156         | –        | –        |
| 2000/01 | 23.    | 65     | 12.    | 324    | –           | –           | –        | –        |
| 2001/02 | 26.    | 57     | 13.    | 340    | 7.          | 160         | –        | –        |
| 2002/03 | 64.    | 24     | –      | –      | –           | –           | 19.      | 72       |

### Europacup
- Saison 1995/96: 9. Gesamtwertung, 5. Moguls-Wertung
- Saison 1998/99: 9. Dual-Moguls-Wertung, 10. Moguls-Wertung
- Saison 1999/00: 3. Gesamtwertung
- 13 Podestplätze, davon 4 Siege:

| Datum            | Ort                   | Land       | Disziplin   |
| ---------------- | --------------------- | ---------- | ----------- |
| 12. Januar 1996  | Altenmarkt-Zauchensee | Österreich | Moguls      |
| 15. Februar 1997 | Tamaro                | Schweiz    | Moguls      |
| 3. Dezember 1998 | Zermatt               | Schweiz    | Dual Moguls |
| 9. Dezember 2000 | Saas-Fee              | Schweiz    | Moguls      |

### Weitere Erfolge
- min. 2 Schweizer Meistertitel (Moguls und Dual Moguls 2001)
- 1 Sieg in einem FIS-Rennen